# Зодиак (хазартна игра)
„Зодиак“ (5 от 50 + 1 от 12, да не се бърка с носещата същото име моментна талонна игра) е игра, провеждана от Български спортен тотализатор ежеседмично. Познаването на определен брой числа в играта предоставя на участника право на печалба.
Стартира на 17 август 2014 година. Играта се отличава от другите игри на тотализатора по броя на печелившите групи и фиксираните печалби (с изключение на първа и втора печеливши групи).

## Подаване на фиш
Попълването на един или няколко фиша става възможно в тотопункт, като участникът попълва желаните числа с химикал. Въведени са системи за пълно комбиниране, както и абонамент за няколко тиража за улеснение на участниците. Тегленето на тиражите се излъчва на живо от БНТ 1 в четвъртък и неделя в определен час.

## Печеливши групи
Общата сума за печалби в играта се разпределя съгласно броя и размера на твърдите печалби във всяка група (от трета до осма). Остатъкът от сумата се разпределя в съотношение 65% към 35% между първа и втора печеливши групи.
При липсата на печеливши предвиждания в първа група, отделената за нея сума се натрупва за следващия тираж под формата на джакпот. Ако няма печеливши предвиждания едновременно в първа и във втора група, цялата сума предвидена за тях се натрупва в първа група за следващия тираж под формата на джакпот. Ако има печеливши предвиждания в първа група, но липсват такива във втора, предвидената сума за втора група се разпределя поравно между печелившите в първа група. В ситуация, в която броят на печалбите в някоя от групите от трета до осма, умножени по твърдата печалба за групата надвиши 15% от наградния фонд за тегленето, то точно 15% от сумата за печалби се разпределя поравно между печелившите в дадената група.
- Първа група – за позналите 5 числа и зодия;
- Втора група – за позналите 5 числа;
- Трета група – за позналите 4 числа и зодия;
- Четвърта група – за позналите 4 числа;
- Пета група – за позналите 3 числа и зодия;
- Шеста група – за позналите 3 числа;
- Седма група – за позналите 2 числа и зодия;
- Осма група – за позналите 1 число и зодия.
- Девета група – за позналите 2 числa.
- Десета група – за позналите зодия.[2]